# Habranthus caeruleus
Habranthus caeruleus là một loài thực vật có hoa trong họ Amaryllidaceae. Loài này được (Griseb.) Traub mô tả khoa học đầu tiên năm 1950.